# Giuseppe Campari
Giuseppe Campari, född den 8 juni 1892 i Lodi, död den 10 september 1933 i Monza, var en italiensk racerförare.
Campari började arbeta för Alfa Romeo redan i tonåren och avancerade snart från testförare till tävlingsförare. Han tog sin första större seger i Mugello 1920. Under 1920-talet tog han flera segrar i Mille Miglia och Coppa Acerbo. 
Till 1933 bytte han stall till Maserati, men hade problem att hänga med sina yngre kollegor och bestämde sig för att sluta tävla efter säsongen. Campari älskade opera och hade en vacker barytonstämma. Han hade planerat för sin fortsatta karriär och hade redan börjat sjunga professionellt, när han förolyckades vid Italiens Grand Prix i slutet av säsongen.